# Merosargus festivus
Merosargus festivus är en tvåvingeart som beskrevs av Samuel Wendell Williston  1888. Merosargus festivus ingår i släktet Merosargus och familjen vapenflugor. Inga underarter finns listade i Catalogue of Life.